# Lana Bastašić
Lana Bastašić (Zágráb, 1986. augusztus 27. –) szerb író és műfordító. Zágrábban, Jugoszláviában született (ma Horvátország).

## Fiatalkora
1986-ban született Zágrábban, szerb családban, majd kisgyermekként a bosznia-hercegovinai Banja Lukába költözött. Angolul tanult a Banja Luka-i Egyetemen, majd a Belgrádi Egyetemen szerzett mesterdiplomát kulturális tanulmányokból.

## Pályája
Debütáló regénye, a Kapd el a nyulat (szerbül: Uhvati zeca) 2018-ban jelent meg Belgrádban, majd Szarajevóban újra kiadták. A könyv felépítése az Alice Csodaországban című könyvből merít ihletet a száműzetés, az identitás témáival, és tizenkét fejezetre tagolódik, akárcsak az Alice csodaországban. A könyv elnyerte a 2020-as EU Irodalmi Díjat, és a NIN-díj jelöltjei között szerepelt. Ezt maga Bastašić fordította le angolra, és az Egyesült Királyságban a Picador, az Egyesült Államokban pedig a Restless Books kiadónál jelent meg. 2017-ben Bastašić aláírta a horvátok, szerbek, bosnyákok és montenegróiak közös nyelvéről szóló nyilatkozatot.
Bastašić a regényeken kívül számos műfajban írt: novellákat, gyermekmeséket, verseket és színdarabokat.
A The Guardian 2023 októberében megjelent cikkében Bastašić a közel-keleti konfliktus németországi értékelését kommentálta: „ Németországban már a „Palesztina” szó említése is azzal a kockázattal jár, hogy antiszemitizmussal vádolnak. A konfliktus történelmi hátterének kontextusba helyezésére és a tények megosztására tett minden kísérletet a Hamász terrorjának durva igazolásának tekintenek. [...] A gázai civilek meggyilkolásával szembeni ellenállás elfojtása még a zsidó emberekre is kiterjed. [...] Németország megingathatatlan hivatalos támogatása az izraeli kormány intézkedéseihez alig hagy teret az emberségnek. [...] A fehér megmentő képmutatás, amelynek ma Németországban tanúi vagyunk, hosszú távon csak a fehér németek javát fogja szolgálni.”
2024 januárjában Bastašić felbontotta szerződését a német S Fischer kiadóval, azzal vádolva azt, hogy hallgat a gázai válságról és cenzúrázza a palesztinbarát hangokat Németországban. Még abban a hónapban az Instagramon elárulta, hogy visszautasították az osztrák Salzburgi Irodalmi Fesztiválról. A fesztivál szervezői a kiadója távozása körül zajló vitára hivatkoztak, mondván, hogy részvétele olyan álláspontot sugallna, amelyet el akartak kerülni.

## Magánélete
Jelenleg Berlinben él.

## Könyvei

### Novellagyűjtemények
- Trajni pigmenti, 2010.
- Vatrometi, 2013.
- Mliječni zubi, 2020.

### Regény
- Uhvati zeca, 2021.

### Magyarul megjelent
- Kapd el a nyulat! (Uhvati zeca) – Metropolis Media, Budapest, 2020 · ISBN 9789635510191 · fordította: Rajsli Emese
- Tejfogak (Mliječni zubi) – Helikon, Budapest, 2024 (Margó könyvtár) · ISBN 9789636204297 · fordította: Rajsli Emese, utószó: Láng Orsolya

## Fordítás
- Ez a szócikk részben vagy egészben  a   Lana Bastašić című angol Wikipédia-szócikk fordításán alapul.  Az eredeti cikk szerkesztőit annak laptörténete sorolja fel. Ez a jelzés csupán a megfogalmazás eredetét és a szerzői jogokat jelzi, nem szolgál a cikkben szereplő információk forrásmegjelöléseként.